# Gigabit Ethernet

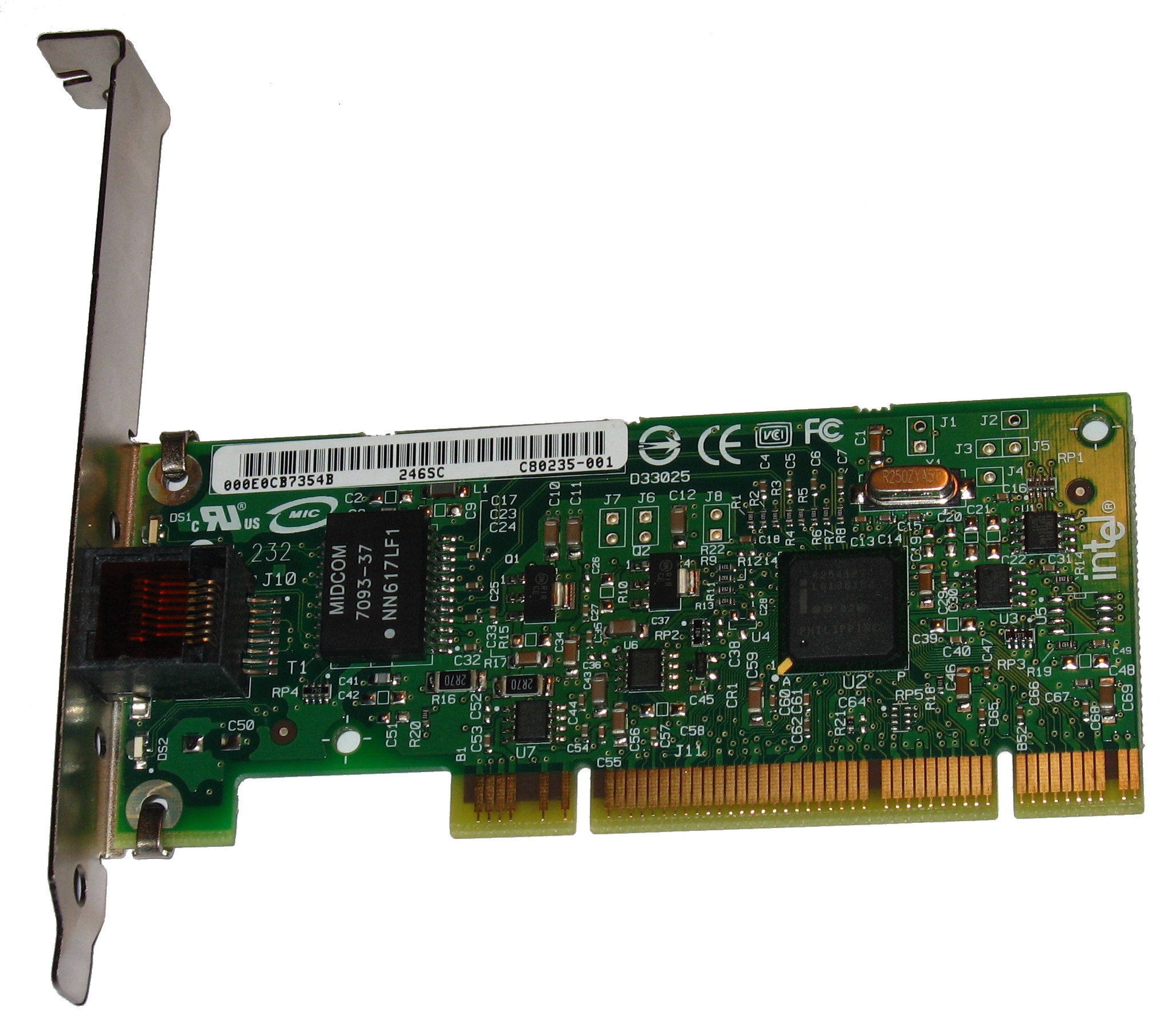
Card mạng Intel PRO/1000 GT sử dụng chân cắm PCI

Trong mạng máy tính, Gigabit Ethernet (GbE hay 1 GigE) là các thuật ngữ áp dụng cho việc truyền các Ethernet frame với tốc độ gigabit mỗi giây (1,000,000,000 bit trên một giây). Chuẩn phổ biến nhất, 1000BASE-T, được định nghĩa theo tiêu chuẩn IEEE 802.3ab. Nó được đưa vào sử dụng từ năm 1999, dần dần thay thế chuẩn Fast Ethernet trong các mạng cục bộ có dây, với kết quả là nhanh hơn đáng kể, cung như việc nó có thể sử dụng các dây cáp và thiết bị giống với các tiêu chuẩn trước đây vốn đã rất phổ biến và kinh tế. Chuẩn đầu tiên cho tốc độ nhanh hơn 10 Gigabit Ethernet được phê chuẩn từ 2002.

## Lịch sử
Ethernet là kết quả nghiên cứu được thực hiện tại Xerox PARC vào đầu thập niên 1970, và sau đó phát triển thành một giao thức lớp vật lý và liên kết được triển khai rộng rãi. Fast Ethernet tăng tốc độ từ 10 đến 100 megabits trên giây (Mbit/s). Gigabit Ethernet  là lần nâng cấp tiếp theo, tăng tốc độ lên 1000 Mbit/s. 
- Tiêu chuẩn ban đầu cho Gigabit Ethernet được xây dựng bởi IEEE vào tháng 6 năm 1998 với tên mã IEEE 802.3z, và yêu cầu cáp quang. 802.3z thường được gọi là 1000BASE-X, trong đó -X dùng để chỉ -CX, -SX, -LX hoặc (không chuẩn) -ZX.

- IEEE 802.3ab, được phê chuẩn vào năm 1999, xác định truyền Gigabit Ethernet qua Cáp xoắn đôi không có vỏ bọc chống nhiễu (UTP) cat 5, cat 5e hoặc cat 6, và được gọi là 1000BASE-T. Với việc phê chuẩn 802.3ab, Gigabit Ethernet đã trở thành một công nghệ phù hợp cho máy bàn vì các tổ chức có thể sử dụng hạ tầng cáp đồng hiện có của họ.

- IEEE 802.3ah, thông qua năm 2004, bổ sung thêm hai chuẩn gigabit sợi quang: 1000BASE-LX10 (đã được triển khai rộng rãi như một tiện ích mở rộng được cung cấp riêng bởi từng nhà cung cấp) và 1000BASE-BX10. Đây là một phần của một nhóm các giao thức lớn hơn được gọi là Ethernet in the First Mile.

Ban đầu, Gigabit Ethernet được triển khai trong các liên kết mạng lõi yêu cầu dung lượng cao. Vào năm 2000, Power Mac G4 và PowerBook G4 của Apple Inc là những máy tính cá nhân được sản xuất hàng loạt đầu tiên có kết nối 1000BASE-T. Nó nhanh chóng trở thành một tính năng tích hợp có sẵn trong nhiều máy tính khác.
Ban đầu, các liên kết gigabit bán song công được kết nối thông qua các repeater hub là một phần trong đặc tả kỹ thuật của IEEE, nhưng bộ đặc tả này không được cập nhật nữa và chuyển sang song công toàn phần với các switch được sử dụng phổ biến.

## Các phiên bản

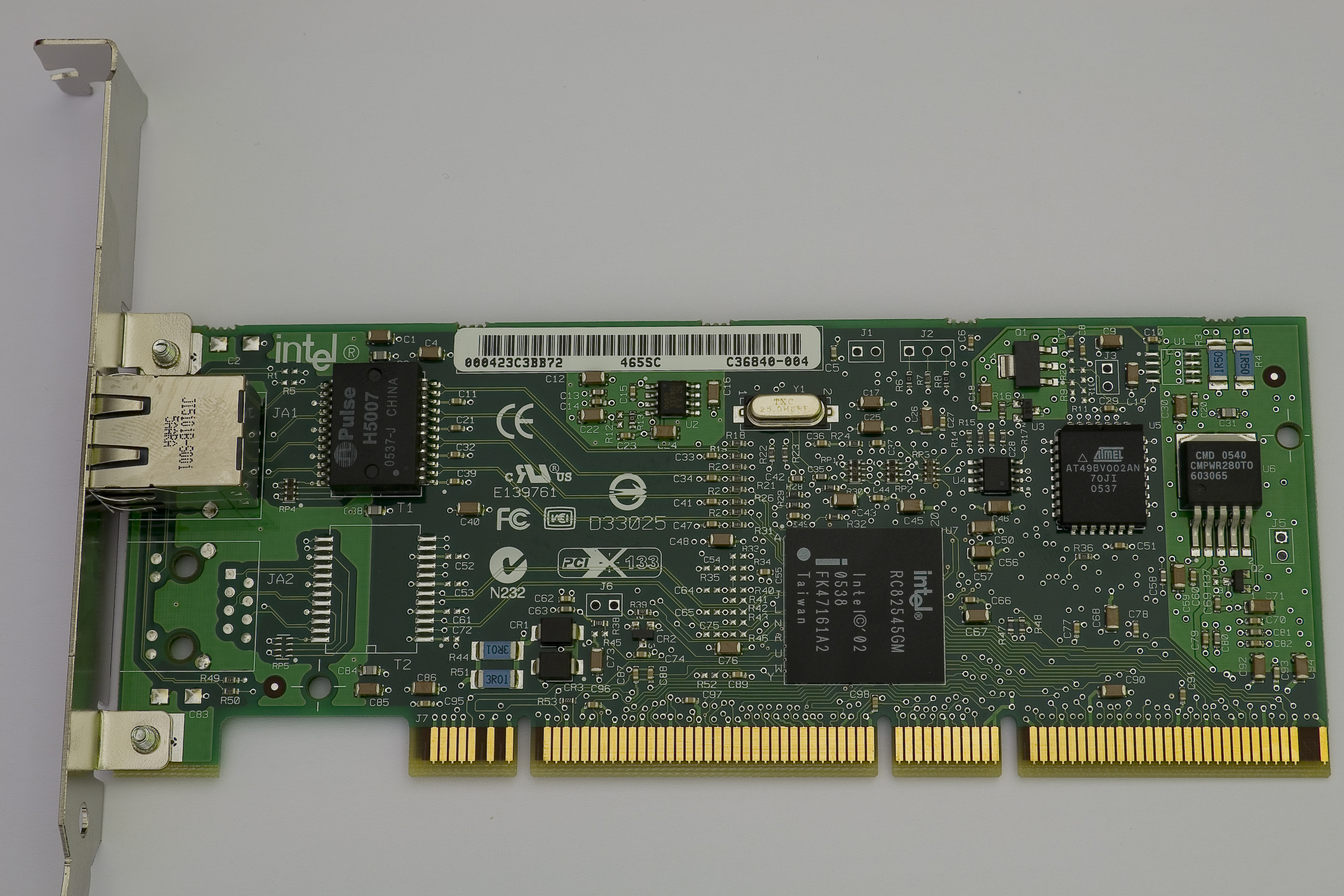
Card mạng tương thích với 1000BASE-T do Intel sản xuất, kết nối với máy tính thông qua PCI-X

Có năm tiêu chuẩn lớp vật lý cho Gigabit Ethernet, sử dụng cáp quang (1000BASE-X), cáp xoắn đôi (1000BASE-T), hoặc cáp đồng có vỏ bọc chống nhiễu (1000BASE-CX).
Chuẩn IEEE 802.3z bao gồm 1000BASE-SX để truyền dẫn qua sợi quang đa mode, 1000BASE-LX để truyền qua sợi quang đơn mode, và 1000BASE-CX gần như đã lỗi thời để truyền qua cáp đồng có vỏ chống nhiễu. Các tiêu chuẩn này sử dụng mã hóa 8b/10b, làm tăng tốc độ đường truyền thêm 25%, từ 1000 Mbit/s lên 1250 Mbit/s, để đảm bảo tín hiệu cân bằng DC. Các kí hiệu sau đó được gửi bằng NRZ.
Bộ thu phát sợi quang thường được triển khai dưới dạng các mô đun có thể tráo đổi người dùng ở dạng SFP hoặc GBIC trên các thiết bị cũ.
Chuẩn IEEE 802.3ab, vốn định nghĩa loại giao diện 1000BASE-T được sử dụng rộng rãi, sử dụng một cấu trúc mã hóa khác để giữ tốc độ ký hiệu càng thấp càng tốt, cho phép truyền qua cặp dây xoắn đôi.
IEEE 802.3ap định nghĩa Ethernet Operation qua Electrical Backplanes ở các tốc độ khác nhau.
Ethernet in the First Mile sau đó đã bổ sung thêm 1000BASE-LX10 và -BX10.
| MMF FDDI 62,5/125 µm (1987) | MMF OM1 62,5/125 µm (1989) | MMF OM2 50/125 µm (1998) | MMF OM3 50/125 µm (2003) | MMF OM4 50/125 µm (2008) | MMF OM5 50/125 µm (2016)                  | SMF OS1 9/125 µm (1998) | SMF OS2 9/125 µm (2000)  |
| --------------------------- | -------------------------- | ------------------------ | ------------------------ | ------------------------ | ----------------------------------------- | ----------------------- | ------------------------ |
| 160 MHz·km @850 nm          | 200 MHz·km @850 nm         | 500 MHz·km @850 nm       | 1500 MHz·km @850 nm      | 3500 MHz·km @850 nm      | 3500 MHz·km @850 nm & 1850 MHz·km @950 nm | 1 dB/km @1300/ 1550 nm  | 0.4 dB/km @1300/ 1550 nm |

| Tên | Chuẩn                            | Tình trạng | Media                                           | OFC hay RFC                                         | Modulethu phát       | Khoảng cách theo km | # Media | Số dây (⇅) | Gi chú |
| --- | -------------------------------- | ---------- | ----------------------------------------------- | --------------------------------------------------- | -------------------- | ------------------- | ------- | ---------- | --- |
| Gigabit Ethernet (GbE) - (Data rate: 1000 Mbit/s - Line code: 8B/10B × NRZ - Line rate: 1.25 GBd - Full-Duplex (or Half-Duplex)) |                                  |            |                                                 |                                                     |                      |                     |         |            | |
| 1000BASE ‑CX | 802.3z-1998 (CL39)               | Cũ         | TWP có vỏ chống nhiễu balanced (150 Ω)          | 8P8C DE-9 FC/HSSDC CX4 (SFF-8470) (IEC 61076-3-103) | —                    | 0.025               | 4       | 4          | Trung tâm dữ liệu; có trước 1000BASE-T; hiếm khi được sử dụng.                                                                            |
| 1000BASE ‑KX | 802.3ap-2007 (CL70)              | hiện tại   | Cu-Backplane                                    | —                                                   | —                    | 0.001               | 1       | 4          | PCB |
| 1000BASE ‑SX | 802.3z-1998 (CL38)               | hiện tại   | Sợi quang 770 – 860 nm                          | ST SC LC MT-RJ                                      | SFP GBIC direct-plug | OM1: 0.275          | 2       | 1          | |
| 1000BASE ‑SX | 802.3z-1998 (CL38)               | hiện tại   | Sợi quang 770 – 860 nm                          | ST SC LC MT-RJ                                      | SFP GBIC direct-plug | OM2: 0.55           | 2       | 1          | |
| 1000BASE ‑SX | 802.3z-1998 (CL38)               | hiện tại   | Sợi quang 770 – 860 nm                          | ST SC LC MT-RJ                                      | SFP GBIC direct-plug | OM3: 1              | 2       | 1          | |
| 1000BASE ‑LX | 802.3z-1998 (CL38)               | hiện tại   | Sợi quang 1270 – 1355 nm                        | SC LC                                               | SFP GBIC direct-plug | OM1: 0.55           | 2       | 1          | |
| 1000BASE ‑LX | 802.3z-1998 (CL38)               | hiện tại   | Sợi quang 1270 – 1355 nm                        | SC LC                                               | SFP GBIC direct-plug | OM2: 0.55           | 2       | 1          | |
| 1000BASE ‑LX | 802.3z-1998 (CL38)               | hiện tại   | Sợi quang 1270 – 1355 nm                        | SC LC                                               | SFP GBIC direct-plug | OM3: 0.55           | 2       | 1          | |
| 1000BASE ‑LX | 802.3z-1998 (CL38)               | hiện tại   | Sợi quang 1270 – 1355 nm                        | SC LC                                               | SFP GBIC direct-plug | OSx: 5              | 2       | 1          | |
| 1000BASE ‑LX10 | 802.3ah-2004 (CL59)              | hiện tại   | Sợi quang 1260 – 1360 nm                        | LC                                                  | SFP                  | OM1: 0.55           | 2       | 1          | identical with -LX but with increased power/sensitivity; commonly simply referred to as -LX or -LH prior to 802.3ah                       |
| 1000BASE ‑LX10 | 802.3ah-2004 (CL59)              | hiện tại   | Sợi quang 1260 – 1360 nm                        | LC                                                  | SFP                  | OM2: 0.55           | 2       | 1          | identical with -LX but with increased power/sensitivity; commonly simply referred to as -LX or -LH prior to 802.3ah                       |
| 1000BASE ‑LX10 | 802.3ah-2004 (CL59)              | hiện tại   | Sợi quang 1260 – 1360 nm                        | LC                                                  | SFP                  | OM3: 0.55           | 2       | 1          | identical with -LX but with increased power/sensitivity; commonly simply referred to as -LX or -LH prior to 802.3ah                       |
| 1000BASE ‑LX10 | 802.3ah-2004 (CL59)              | hiện tại   | Sợi quang 1260 – 1360 nm                        | LC                                                  | SFP                  | OSx: 10             | 2       | 1          | identical with -LX but with increased power/sensitivity; commonly simply referred to as -LX or -LH prior to 802.3ah                       |
| 1000BASE -BX10 | 802.3ah-2004 (CL59)              | hiện tại   | Sợi quang TX: 1260 – 1360 nm RX: 1480 – 1500 nm | LC                                                  | SFP                  | OSx: 10             | 1       | 1          | thường được gọi đơn giản là -BX |
| 1000BASE ‑EX | độc quyền (không do IEEE)        | hiện tại   | Sợi quang 1310 nm                               | SC LC                                               | SFP GBIC             | OSx: 40             | 2       | 1          | nhà cung cấp cụ thể |
| 1000BASE ‑ZX / ‑EZX | độc quyền (không do IEEE)        | hiện tại   | Sợi quang 1550 nm                               | SC LC                                               | SFP GBIC             | OSx: 70             | 2       | 1          | nhà cung cấp cụ thể |
| 1000BASE ‑RHx | 802.3bv-2017 (CL115)             | hiện tại   | Sợi quang 650 nm                                | FOT (PMD/MDI)                                       | —                    | POF: ≤ 0.05         | 1       | 1          | Công nghiệp ô tô, Công nghiệp, Hộ gia đình; Line code: 64b65b × PAM16 Line rate: 325 MBd Biến thể: -RHA (50 m), -RHB (40 m), -RHC (15 m). |
| 1000BASE -PX | 802.3ah-2004 802.3bk-2013 (CL60) | hiện tại   | Sợi quang TX: 1270 nm RX: 1577 nm               | SC                                                  | SFP XFP              | OSx: 10 – 40        | 1       | 1          | EPON; FTTH; sử dụng cấu trúc liên kết điểm-đa điểm                                                                                        |

| Name        | Loại dây                                   | Khoảng cách |
| ----------- | ------------------------------------------ | ----------- |
| 1000BASE‑T  | Cáp xoắn đôi (Cat-5, Cat-5e, Cat-6, Cat‑7) | 100 mét     |
| 1000BASE-T1 | Cáp xoắn đôi, cáp đơn                      | 15 mét      |
| 1000BASE‑TX | Cáp xoắn đôi (Cat-6, Cat‑7)                | 100 mét     |

### 1000BASE-X
1000BASE-X được dùng trong công nghiệp để nói đến Gigabit Ethernet truyền dẫn trên sợi quang, ví các tùy chọn bao gồm 1000BASE-SX, 1000BASE-LX, 1000BASE-LX10, 1000BASE-BX10 hoặc các triển khai -EX và -ZX không chuẩn. Bao gồm là các biến thể đồng sử dụng cùng mã dòng 8b/10b.

#### 1000BASE-CX
1000BASE-CX là chuẩn đầu tiên của kết nối Gigabit Ethernet với khoảng cách tối đa là 25 mét sử dụng cáp xoắn đôi có vỏ chống nhiễu và đầu nối DE-9 hay 8P8C (với sơ đồ chân khác với 1000BASE-T). Độ dài một segment ngắn là do tốc độ truyền tín hiệu rất cao.Mặc dù nó vẫn được sử dụng cho các ứng dụng cụ thể, nơi các chuyên gia CNTT thực hiện việc nối cáp, ví dụ IBM BladeCenter sử dụng 1000BASE-CX cho kết nối Ethernet giữa blade servers và modules switch, 1000BASE-T đã kế thừa khi vẫn sử dụng dây đồng.

#### 1000BASE-KX
1000BASE-KX là một phần của chuẩn IEEE 802.3ap cho Ethernet Operation thông qua Electrical Backplanes. Tiêu chuẩn này xác định một đến bốn làn kết nối backplane, một cặp vi sai RX và một cặp TX trên mỗi làn, với băng thông liên kết từ 100Mbit đến 10Gbit mỗi giây (từ 100BASE-KX đến 10GBASE-KX4). Biến thể 1000BASE-KX sử dụng tốc độ báo hiệu điện 1,25 GBd (không phải quang).

#### 1000BASE-SX
1000BASE-SX là một chuẩn Gigabit Ethernet sợi quang để hoạt động trên sợi đa mode sử dụng bước sóng ánh sáng 770 đến 860 nanomet, gần hồng ngoại (NIR).
Tiêu chuẩn chỉ định chiều dài tối đa 220 mét cho sợi đa mode 62.5 μm/160 MHz×km, 275 m cho 62.5 μm/200 MHz×km, 500 m cho 50 μm/400 MHz×km, và 550 m cho 50 μm/500 MHz×km đa mode. Trong thực tế, với chất lượng sợi, quang học và kết thúc chất lượng tốt, 1000BASE-SX thường sẽ hoạt động trong khoảng cách xa hơn đáng kể.
Tiêu chuẩn này rất phổ biến cho các liên kết nội bộ trong các tòa nhà văn phòng lớn, các cơ sở đồng địa điểm và trao đổi Internet trung lập với nhà mạng..
Thông số kỹ thuật công suất quang của giao diện SX: công suất đầu ra tối thiểu = −9.5 dBm. Độ nhạy thu tối thiểu = −17 dBm.

#### 1000BASE-LX
1000BASE-LX là một chuẩn Gigabit Ethernet sợi quang đặc tả trong IEEE 802.3 Điều 38 trong đó sử dụng tia laser bước sóng dài (1,270–1,355 nm), và độ rộng phổ RMS tối đa là 4 nm.
1000BASE-LX được chỉ định để hoạt động trong khoảng cách lên tới 5 km trên sợi đơn mode 10μm.
1000BASE-LX cũng có thể chạy trên tất cả các loại sợi quang đa mode phổ biến với chiều dài segment tối đa là 550m. Đối với khoảng cách liên kết lớn hơn 300m, việc sử dụng một dây vá điều hòa khởi động đặc biệt có thể được yêu cầu. Điều này khởi động tia laser ở độ lệch chính xác từ trung tâm của sợi làm cho nó lan ra khắp đường kính của lõi sợi, làm giảm hiệu ứng được gọi là độ trễ chế độ vi sai xảy ra khi laser kết hợp với một số lượng nhỏ các chế độ khả dụng trong sợi quang đa mode